# Andy Priaulx
Andrew Graham Priaulx (Guernsey, 1974. augusztus 8. –) brit autóversenyző, Európa- és háromszoros Túraautó-világbajnok.

## Pályafutása

### Túraautó
2003-ban harmadik helyen végzett a túraautó-Európa-bajnokságban. 2004-ben már Európa-bajnokként örülhetett. A 2005-ben újra életre hívott túraautó-világbajnokságon Andy még nem talált legyőzőre. 2005, 2006 és 2007 világbajnokaként, három címével rekordtartó volt ebben a sportágban.

## Eredményei

### Teljes Brit túraautó-bajnokság eredménylistája
(Táblázat értelmezése)

(Félkövér: pole-pozícióból indult; dőlt: leggyorsabb kört futott) 

| Év   | Csapat                | Autó                 | Osztály | 1        | 2       | 3       | 4        | 5        | 6        | 7       | 8        | 9        | 10       | 11       | 12       | 13       | 14       | 15      | 16       | 17       | 18       | 19      | 20        | 21      | 22    | 23    | 24    | 25       | 26       | 27       | 28      | 29      | 30       | Levonás | Helyezés | Pont |
| ---- | --------------------- | -------------------- | ------- | -------- | ------- | ------- | -------- | -------- | -------- | ------- | -------- | -------- | -------- | -------- | -------- | -------- | -------- | ------- | -------- | -------- | -------- | ------- | --------- | ------- | ----- | ----- | ----- | -------- | -------- | -------- | ------- | ------- | -------- | ------- | -------- | ---- |
| 2001 | Triple 8 Raceing      | Vauxhall Astra Coupé | T       | BRH 1    | BRH 2   | THR 1   | THR 2    | OUL 1    | OUL 2    | SIL 1   | SIL 2    | MON 1    | MON 2    | DON 1    | DON 2    | KNO 1    | KNO 2    | SNE 1   | SNE 2    | CRO 1    | CRO 2    | OUL 1 2 | OUL 2 Ki* | SIL 1   | SIL 2 | DON 1 | DON 2 | BRH 1    | BRH 2    |          |         |         |          |         | 11.      | 15   |
| 2002 | Honda Racing          | Honda Civic Type-R   | T       | BRH 1 12 | BRH 2 5 | OUL 1 7 | OUL 2 Ki | THR 1 4  | THR 2 5  | SIL 1 4 | SIL 2 6  | MON 1 6  | MON 2 Ki | CRO 1 4  | CRO 2 2* | SNE 1 3  | SNE 2 Ki | KNO 1 7 | KNO 2 1* | BRH 1 11 | BRH 2 7* | DON 1 2 | DON 2 4*  |         |       |       |       |          |          |          |         |         |          | −10     | 5.       | 116  |
| 2015 | Team IHG Rewards Club | BMW 125i M Sport     |         | BRH 1 9* | BRH 2   | BRH 3 8 | DON 1 12 | DON 2 10 | DON 3 HN | THR 1 5 | THR 2 HN | THR 3 13 | OUL 1 3  | OUL 2 15 | OUL 3 Ki | CRO 1 1* | CRO 2 4  | CRO 3 2 | SNE 1 5  | SNE 2 3  | SNE 3    | KNO 1 3 | KNO 2 5   | KNO 3 4 | ROC 1 | ROC 2 | ROC 3 | SIL 1 23 | SIL 2 1* | SIL 3 21 | BRH 1 8 | BRH 2 9 | BRH 3 10 |         | 8.       | 247  |

† A versenyt nem fejezte be, de helyezését értékelték, mert a versenytáv több, mint 90%-át teljesítette.

### Teljes Túraautó-Európa-bajnokság eredménylistája
(Táblázat értelmezése)

(Félkövér: pole-pozícióból indult; dőlt: leggyorsabb kört futott) 

| Év   | Csapat      | Autó     | 1       | 2       | 3       | 4        | 5       | 6       | 7       | 8        | 9        | 10      | 11      | 12      | 13      | 14      | 15      | 16       | 17      | 18       | 19      | 20      | Helyezés | Pont |
| ---- | ----------- | -------- | ------- | ------- | ------- | -------- | ------- | ------- | ------- | -------- | -------- | ------- | ------- | ------- | ------- | ------- | ------- | -------- | ------- | -------- | ------- | ------- | -------- | ---- |
| 2003 | BMW Team UK | BMW 320i | VAL 1 6 | VAL 2 3 | MAG 1 3 | MAG 2 Ki | PER 1 4 | PER 2 4 | BRN 1 4 | BRN 2 1  | DON 1 15 | DON 2 5 | SPA 1 6 | SPA 2 1 | AND 1 8 | AND 2   | OSC 1 3 | OSC 2 1  | EST 1 7 | EST 2 4  | MNZ 1 2 | MNZ 2 6 | 3.       | 100  |
| 2004 | BMW Team UK | BMW 320i | MNZ 1 5 | MNZ 2   | VAL 1 4 | VAL 2 6  | MAG 1 8 | MAG 2 1 | HOC 1   | HOC 2 Ki | BRN 1    | BRN 2   | DON 1 6 | DON 2 1 | SPA 1 4 | SPA 2 5 | IMO 1 5 | IMO 2 Ki | OSC 1   | OSC 2 Ki | DUB 1 2 | DUB 2   | 1.       | 111  |

† A versenyt nem fejezte be, de helyezését értékelték, mert a versenytáv több, mint 90%-át teljesítette.

### Teljes WTCC-s eredménysorozata
(Táblázat értelmezése)

(Félkövér: pole-pozícióból indult; dőlt: leggyorsabb kört futott) 

| Év   | Csapat       | Autó      | 1   | 1   | 2   | 2   | 3   | 3   | 4   | 4   | 5   | 5   | 6   | 6   | 7   | 7   | 8   | 8   | 9   | 9   | 10  | 10  | 11  | 11  | 12  | 12  | Helyezés | Pont |
| ---- | ------------ | --------- | --- | --- | --- | --- | --- | --- | --- | --- | --- | --- | --- | --- | --- | --- | --- | --- | --- | --- | --- | --- | --- | --- | --- | --- | -------- | ---- |
| 2005 | BMW Team UK  | BMW 320si | MON | MON | MGN | MGN | SLV | SLV | IMO | IMO | PUE | PUE | SPA | SPA | OSC | OSC | IST | IST | VAL | VAL | MAC | MAC |     |     |     |     | 1.       | 101  |
| 2005 | BMW Team UK  | BMW 320si | 4   | 5   | 2   | 3   | 5   | 20† | 3   | 2   | HN  | 8   | 2   | Ki  | 1   | 2   | 3   | 9   | 4   | 3   | 2   | 2   |     |     |     |     | 1.       | 101  |
| 2006 | BMW Team UK  | BMW 320si | MON | MON | MGN | MGN | BRA | BRA | OSC | OSC | CUR | CUR | PUE | PUE | BRN | BRN | IST | IST | VAL | VAL | MAC | MAC |     |     |     |     | 1.       | 73   |
| 2006 | BMW Team UK  | BMW 320si | 1   | Ki  | 8   | 1   | 8   | 8   | 1   | 10  | 8   | 1   | 18  | 7   | 5   | 2   | 14  | Ki  | Ki  | 8   | 1   | 5   |     |     |     |     | 1.       | 73   |
| 2007 | BMW Team UK  | BMW 320si | CUR | CUR | ZAN | ZAN | VAL | VAL | PAU | PAU | BRN | BRN | POR | POR | AND | AND | OSC | OSC | BRA | BRA | MON | MON | MAC | MAC |     |     | 1.       | 92   |
| 2007 | BMW Team UK  | BMW 320si | 2   | 2   | 8   | 5   | 5   | 3   | 6   | 2   | Ki  | 7   | 6   | 1   | 11  | 13  | 5   | 2   | 7   | 1   | HN  | Ki  | 8   | 1   |     |     | 1.       | 92   |
| 2008 | BMW Team UK  | BMW 320si | CUR | CUR | PUE | PUE | VAL | VAL | PAU | PAU | BRN | BRN | EST | EST | BRA | BRA | OSC | OSC | IMO | IMO | MON | MON | OKA | OKA | MAC | MAC | 4.       | 81   |
| 2008 | BMW Team UK  | BMW 320si | 4   | 2   | 10  | 8   | 7   | 3   | 8   | 1   | 14  | 8   | 6   | 3   | 3   | Ki  | Ki  | 5   | 11  | 7   | 3   | 25† | 3   | 22† | 2   | 3   | 4.       | 81   |
| 2009 | BMW Team UK  | BMW 320si | CUR | CUR | PUE | PUE | MAR | MAR | PAU | PAU | VAL | VAL | BRN | BRN | POR | POR | BRA | BRA | OSC | OSC | IMO | IMO | OKA | OKA | MAC | MAC | 4.       | 84   |
| 2009 | BMW Team UK  | BMW 320si | 7   | 9   | 3   | 2   | 10  | 15† | 4   | 4   | 5   | 4   | HN  | 8   | 9   | 7   | 3   | 5   | 1   | 2   | 5   | 9   | 1   | 2   | HN  | 13  | 4.       | 84   |
| 2010 | BMW Team RBM | BMW 320si | CUR | CUR | MAR | MAR | MON | MON | BEL | BEL | POR | POR | BRA | BRA | BRN | BRN | OSC | OSC | VAL | VAL | OKA | OKA | MAC | MAC |     |     | 4.       | 246  |
| 2010 | BMW Team RBM | BMW 320si | 5   | Ki  | 8   | 1   | 1   | 5   | 7   | 1   | Ki  | 4   | 7   | 1   | 5   | 1   | 5   | 1   | 5   | 4   | Kiz | Kiz | HN  | 7   |     |     | 4.       | 246  |

† A versenyt nem fejezte be, de helyezését értékelték, mert a versenytáv több, mint 90%-át teljesítette.

### Teljes nemzetközi Le Mans-kupa eredménysorozata
(Táblázat értelmezése)

(Félkövér: pole-pozícióból indult; dőlt: leggyorsabb kört futott) 

| Év   | Csapat         | Autó       | Osztály   | 1     | 2     | 3     | 4      | 5     | 6     | 7     | Helyezés | Pont |
| ---- | -------------- | ---------- | --------- | ----- | ----- | ----- | ------ | ----- | ----- | ----- | -------- | ---- |
| 2011 | BMW Motorsport | BMW M3 GT2 | LMGTE Pro | SEB 1 | SPA 3 | LMS 3 | IMO 13 | SIL 4 | ROA 4 | ZHU 2 | 2.       | 152  |

† A versenyt nem fejezte be, de helyezését értékelték, mert a versenytáv több, mint 90%-át teljesítette.

### Le Mans-i 24 órás autóverseny
| Év   | Csapat                    | Csapattárs                        | Autó       | Kategória | Kör | Összetett Helyezés | Kategória Helyezés |
| ---- | ------------------------- | --------------------------------- | ---------- | --------- | --- | ------------------ | ------------------ |
| 2010 | BMW Motorsport            | Dirk Müller Dirk Werner           | BMW M3 GT2 | GT2       | 53  | Kiesett            | Kiesett            |
| 2011 | BMW Motorsport            | Dirk Müller Joey Hand             | BMW M3 GT2 | GTE Pro   | 313 | 15.                | 3.                 |
| 2016 | Ford Chip Ganassi Team UK | Harry Tincknell Marino Franchitti | Ford GT    | GTE Pro   | 306 | 40.                | 9.                 |
| 2017 | Ford Chip Ganassi Team UK | Harry Tincknell Pipo Derani       | Ford GT    | GTE Pro   | 340 | 18.                | 2.                 |
| 2018 | Ford Chip Ganassi Team UK | Harry Tincknell Tony Kanaan       | Ford GT    | GTE Pro   | 332 | 36.                | 12.                |
| 2019 | Ford Chip Ganassi Team UK | Harry Tincknell Jonathan Bomarito | Ford GT    | GTE Pro   | 342 | 24.                | 5.                 |

### Teljes DTM eredménylistája
(Táblázat értelmezése)

(Félkövér: pole-pozícióból indult; dőlt: leggyorsabb kört futott) 

| Év   | Csapat       | Autó       | 1       | 2      | 3      | 4      | 5     | 6      | 7      | 8      | 9      | 10    | Helyezés | Pont |
| ---- | ------------ | ---------- | ------- | ------ | ------ | ------ | ----- | ------ | ------ | ------ | ------ | ----- | -------- | ---- |
| 2012 | BMW Team RBM | BMW M3 DTM | HOC 6   | LAU 17 | BRH Ki | SPL Ki | NOR 7 | NÜR 19 | ZAN 13 | OSC Ki | VAL 8  | HOC 7 | 13.      | 24   |
| 2013 | BMW Team RMG | BMW M3 DTM | HOC 17† | BRH 19 | SPL 19 | LAU 22 | NOR 9 | MSC 20 | NÜR 16 | OSC 19 | ZAN 19 | HOC 6 | 20.      | 10   |

† A versenyt nem fejezte be, de helyezését értékelték, mert a versenytáv több, mint 90%-át teljesítette.

### Teljes európai Le Mans-széria eredménylistája
(Táblázat értelmezése)

(Félkövér: pole-pozícióból indult; dőlt: leggyorsabb kört futott) 

| Év   | Csapat                     | Osztály | Kasztni    | Motor        | 1     | 2     | 3     | 4     | 5     | Helyezés | Pont |
| ---- | -------------------------- | ------- | ---------- | ------------ | ----- | ----- | ----- | ----- | ----- | -------- | ---- |
| 2015 | BMW Sports Trophy Marc VDS | LMGTE   | BMW Z4 GTE | BMW 4.4 L V8 | SIL 4 | IMO 4 | RBR 4 | LEC 2 | EST 1 | 2.       | 79   |

### Teljes FIA World Endurance Championship eredménysorozata
(Táblázat értelmezése)

(Félkövér: pole-pozícióból indult; dőlt: leggyorsabb kört futott) 

| Év      | Csapat                    | Osztály   | Autó    | Motor                        | 1      | 2      | 3      | 4      | 5     | 6     | 7      | 8     | 9     | Helyezés | Pont  |
| ------- | ------------------------- | --------- | ------- | ---------------------------- | ------ | ------ | ------ | ------ | ----- | ----- | ------ | ----- | ----- | -------- | ----- |
| 2016    | Ford Chip Ganassi Team UK | LMGTE Pro | Ford GT | Ford EcoBoost 3.5 L Turbo V6 | SIL 4  | SPA 2  | LMS 10 | NÜR 12 | MEX 5 | COA 4 | FUJ 1  | SHA 1 | BHR 4 | 5.       | 117,5 |
| 2017    | Ford Chip Ganassi Team UK | LMGTE Pro | Ford GT | Ford EcoBoost 3.5 L Turbo V6 | SIL 1  | SPA 4  | LMS 2  | NÜR 5  | MEX 4 | COA 7 | FUJ 13 | SHA 1 | BHR 3 | 3.       | 142,5 |
| 2018–19 | Ford Chip Ganassi Team UK | LMGTE Pro | Ford GT | Ford EcoBoost 3.5 L Turbo V6 | SPA Ki | LMS 12 | SIL 2  | FUJ 3  | SHA 9 | SEB 3 | SPA 5  | LMS 3 |       | 4.       | 90    |

* A szezon jelenleg is zajlik.

### Teljes WTCR-es eredménysorozata
| 5 | 13 | 13 | 12 | Ki | 20 | 21 | 18 | 22 | 53 | 18 | 15 | 22 | 18 | 19 | 12 | 15 | 19 | 14 | 16† | 11 | 25† | 16 | 5 | 63 | 7 | 12 | 11 | 21 | 12 |

* A szezon jelenleg is zajlik.
† A versenyt nem fejezte be, de helyezését értékelték, mert a versenytáv több, mint 75%-át teljesítette.

### Bathursti 1000 mérföldes autóverseny
| Év   | Csapat                        | Autó                | Csapattárs      | Kör | Helyezés |
| ---- | ----------------------------- | ------------------- | --------------- | --- | -------- |
| 2002 | HSV Dealer Team               | Holden Commodore VX | Yvan Muller     | 122 | Kiesett  |
| 2003 | HSV Dealer Team               | Holden Commodore VX | Cameron McLean  | 33  | Kiesett  |
| 2009 | Walkinshaw Racing             | Holden Commodore VE | David Reynolds  | 161 | 12.      |
| 2013 | Triple Eight Race Engineering | Holden Commodore VF | Mattias Ekström | 161 | 10.      |